# Marble (Minnesota)
Marble es una ciudad ubicada en el condado de Itasca en el estado estadounidense de Minnesota. En el Censo de 2010 tenía una población de 701 habitantes y una densidad poblacional de 60,82 personas por km².

## Geografía
Marble se encuentra ubicada en las coordenadas 47°19′41″N 93°17′44″O / 47.32806, -93.29556. Según la Oficina del Censo de los Estados Unidos, Marble tiene una superficie total de 11.53 km², de la cual 11.26 km² corresponden a tierra firme y (2.27%) 0.26 km² es agua.

## Demografía
Según el censo de 2010, había 701 personas residiendo en Marble. La densidad de población era de 60,82 hab./km². De los 701 habitantes, Marble estaba compuesto por el 93.44% blancos, el 0.57% eran afroamericanos, el 3.14% eran amerindios, el 0.43% eran asiáticos, el 0% eran isleños del Pacífico, el 0% eran de otras razas y el 2.43% pertenecían a dos o más razas. Del total de la población el 0.29% eran hispanos o latinos de cualquier raza.